# Stipe Biuk
Stipe Biuk (Split, 26. prosinca 2002.) hrvatski je nogometaš koji igra na poziciji lijevog krila za Real Valladolid.

## Klupska karijera
Rođen u Splitu u Hrvatskoj, Stipe Biuk počeo je igrati nogomet u NK Solinu, zatim ga je uočio splitski Hajduk s osam godina i pridružio se ovom klubu u siječnju 2011. i tamo nastavio trenirati.
Prvu profesionalnu utakmicu odigrao je 2. ožujka 2021. na utakmici Hrvatskog nogometnog kupa protiv NK Zagreba. Prvi pogodak zabio je 1. svibnja 2021. u prvenstvenoj utakmici protiv Rijeke.
Dana 30. prosinca 2022. prešao je u Los Angeles u MLS-a gdje je potpisao četverogodišnji ugovor s aktualnim prvakom. Svoj prvi gol za klub zabio je 13. ožujka 2023. tijekom utakmice MLS-a protiv New England Revolutiona. 
Dana 25. siječnja 2024., Biuk je posuđen Real Valladolidu iz Segunde División do kraja sezone, a 8. srpnja, nakon promocije kluba u La Ligu, njegova otkupna klauzula je aktivirana, i on je potpisao stalni petogodišnji ugovor s Pucelanosima 

## Reprezentativna karijera
Stipu Biuka odabrao je Igor Bišćan, tadašnji izbornik hrvatske reprezentacije do 21 godine za nastup na Europskom prvenstvu 2021. godine, na kojem je i igrao.
Dana 17. studenoga 2022. Biuk se istaknuo postigavši dva zgoditka protiv Poljske u prijateljskoj utakmici. 